# Quatrième congrès national wallon
 (août 2015).
Si vous disposez d'ouvrages ou d'articles de référence ou si vous connaissez des sites web de qualité traitant du thème abordé ici, merci de compléter l'article en donnant les références utiles à sa vérifiabilité et en les liant à la section « Notes et références ».
Le Quatrième congrès national wallon se tint à Bruxelles les 21 et 22 février 1948 en présence de 800 participants.
Il prit connaissance de deux rapports : le rapport de Jean Pirotte sur l'activité du Comité central d'Action wallonne et le rapport de François Van Belle sur les raisons de la non prise en considération de la proposition de Marcel-Hubert Grégoire visant à une réforme de la Constitution instaurant le Fédéralisme en Belgique. Plusieurs orateurs furent violents et très critiques comme Marcel-Hubert Grégoire, François Simon, d'autres prêchèrent la modération comme Charles Plisnier, Fernand Dehousse, Jean Rey, René Thône, Léopold Levaux.
Le Comité des résolutions, présidé par Georges Dotreppe eut fort à faire pour préparer un projet de motion. Le Congrès réitéra finalement sa volonté d'aboutir au fédéralisme en ouvrant la porte à une prudence réformiste, estimant que des réformes partielles pouvaient conduire également au but. Cette résolution fut rejetée par 31 voix (soit 4 % des délégués).
Le Congrès national wallon va alors se professionnaliser, adopter une doctrine de base que l'Encyclopédie du Mouvement wallon résume ainsi : affirmation et sauvegarde de l'intégrité française de la Wallonie (ce qui ne veut pas dire la réunion à la France) ; réalisation du fédéralisme dans le cadre de l'État belge. Il fixa aussi les conditions pour en faire partie : être délégué des grands mouvements wallons (comme Wallonie libre par exemple), être délégué d'une fédération d'un parti politique, de grandes associations de Wallonie, de personnalités notoirement attachées à l'idée wallonne, ce dernier groupe ne pouvant cependant pas constituer plus du tiers des congressistes.
Observant que c'est le fait que l'État avait à la tête de l'État un Régent et non le roi Léopold III éloigné du pays et contraint à l'impossibilité de régner que le Parlement belge ne voulait pas lever pour le moment, le Congrès proposa que Léopold III soit déchu du trône conformément à une certaine interprétation des débats des parlementaires belges réunis à Limoges, début juin 1940. Devait lui succéder son fils, selon le Quatrième Congrès national wallon, soit le futur Baudouin Ier.

À cette manière de voir les choses le secrétaire général du Congrès  Fernand Schreurs opposa cette objection 
« La principale objection, est le lien qui unirait question royale et question wallonne. Objection sérieuse car la ligne qui sépare les fédéralistes et les unitaristes ne coïncide pas avec celle des léopoldiens et des antiléopoldiens. Il pourrait en résulter une perte d'effectifs présents et futurs.  »
Cependant au lendemain des élections du 26 juin 1949, qui virent triompher en Wallonie les partis opposés au retour du roi (soit tous les partis sauf le PSC), avec 2/3 des suffrages, et le comité permanent du Congrès national wallon adressa une lettre aux parlementaires allant dans ce sens, préparant un Cinquième congrès national wallon qui, pour la première fois allait prendre position sur la Question royale.